# Agence de coopération culturelle et technique

Logo de l'Organisation Internationale de la Francophonie.

L'Agence de coopération culturelle et technique est une ancienne organisation intergouvernementale chargée d'intensifier la coopération culturelle et technique entre ses membres francophones. 
L'ACCT est créée en 1970 à la Conférence de Niamey. Devenue l'Agence intergouvernementale de la francophonie en 1996, elle est intégrée au sein de l'Organisation internationale de la Francophonie le 1er janvier 2006.

## Historique
En 1969, le président nigérien Hamani Diori organise et accueille à Niamey, en présence, entre autres, d'André Malraux, ministre français de la Culture, la première conférence des États francophones qui met en route les bases et les principes de la future Agence de coopération culturelle.
Fondée en mars 1970, sous le nom d’Agence de coopération culturelle et technique (ACCT), cette organisation intergouvernementale est chargée d’intensifier la coopération culturelle et technique entre ses membres, elle intervient comme opérateur principal de la Francophonie dans les domaines de l'éducation et de la formation (à l’exception de l’enseignement supérieur), des sciences et techniques (à l’exception de la recherche), de l'agriculture, de la culture et de la communication (à l’exception de la télévision), du droit (à l’exception de la démocratie locale), ainsi que de l'environnement et de l'énergie. Les domaines exclus précédemment sont de la compétence des autres opérateurs directs.
Lors de sa fondation, l'ACCT regroupe 21 membres : Belgique, Bénin, Burundi, Cambodge, Canada, Côte d'ivoire, France, Gabon, Haute-Volta, Luxembourg, Madagascar, Mali, Île Maurice, Monaco, Niger, Rwanda, Sénégal, Tchad, Togo, Tunisie et Sud Vietnam.
En 1996, l'ACCT devient l'Agence de la Francophonie. Conformément à la charte d'Antananarivo de novembre 2005, l'Agence cesse d'exister et est intégrée dans l'Organisation internationale de la Francophonie le 1er janvier 2006.

## Charte
La Charte de l'Agence de coopération culturelle et technique est adoptée lors de la Convention de Niamey relative à l'Agence de coopération culturelle et technique du 20 mars 1970.
L'Article 1 énonce les objectifs : 
L'Agence a pour fin essentielle l'affirmation et le développement entre ses membres d'une coopération multilatérale dans les domaines ressortissant à l'éducation, à la culture, aux sciences et aux techniques, et par là au rapprochement des peuples.
Elle exerce son action dans le respect absolu de la souveraineté des États, des langues et des cultures, et observe la plus stricte neutralité dans les questions d'ordre idéologique et politique.
Elle collabore avec les diverses organisations internationales et régionales et tient compte de toutes les formes de coopération technique et culturelle existantes.
L'Article 2 énumère les fonctions remplies par l'ACCT  dans les tâches d'études, d'information de coordination et d'action.
L'Article 3 énumère les droits et obligations des États membres et Gouvernements participants.
L'Article 4 définit le rôle des observateurs, associés et consultants. 
Tout gouvernement d'un État qui n'est pas partie à la Convention peut, sur sa demande, être admis par la Conférence générale en qualité d'observateur.
L'Article 5 énumère les Organes de l'Agence :
1. la Conférence générale ;
2. le Conseil d'administration ;
3. le Comité des programmes ;
4. le Conseil consultatif ;
5. le Secrétariat ;
6. tout autre organe subsidiaire que la Conférence générale peut juger utile au bon fonctionnement de l'Agence.

Les articles  6, 7, 8, et 9 abordent l'organisation des "Conférences Générales".
Les articles 10, 11, 12, et 13 abordent la composition et le fonctionnement du Conseil d'Administration.
Les articles 14 et 15 précisent le rôle du Comité des Programmes.
L'Article 16 est consacré au  Conseil Consultatif.
Les articles 17, 18, 19, 20, 21, 22, 23 et 24 décrivent la partie technique du fonctionnement interne de l'organisme, secrétariat, budget, la langue de travail qui est le français, toute modification de la Charte, etc.

## Partenariats
Cette organisation était alliée au Forum francophone des affaires, seule organisation économique qui lui est associée. Ce forum fédère les acteurs économiques de ces pays. Au point d’intersection des domaines politiques et économiques, le forum facilite le développement des relations et des échanges entre acteurs économiques publics et privés.